# 2013年三宅島地震
2013年三宅島地震是發生於2013年4月17日當地時間（UTC+9）17時57分32秒的地震，震央位在日本東京都的三宅島的西方近海處，震源深度推測約20公里，烈度6.2。
當天從當地時間10時15分的一起規模4.4的地震開始，陸續發生地震，而至17時57分的地震規模最大。

## 概要
2013年4月17日10時15分，於三宅島近海的北緯34.1度、東經139.3度處發生規模4.4，最大震度3的地震開始，繼續在同地點附近有地震發生，直到同日17時57分左右時，出現一起6.2的最大規模地震，並於三宅村的役場臨時廳舎設置的儀器偵測到最大震度5強的紀錄。當時氣象廳也隨即發表緊急地震速報。
根據氣象廳的觀測，三宅島上目前已發生一起震度5強、六起震度3、七起震度1或2的地震，於當日下午6時15分合計已有21起被觀測。
| 震度 | 都道府縣 | 市區町村                   |
| ---- | -------- | -------------------------- |
| 5強  | 東京都   | 三宅村役場臨時廳舎         |
| 5弱  | 東京都   | 三宅村神着                 |
| 4    | 東京都   | 神津島村、新島村、御藏島村 |

## 發生原因
震央位於歐亞板塊與太平洋板塊交界帶的聚合板塊邊緣，發生碰撞因而形成地震。

## 災情
在記錄到最大震度的三宅村，有多處土石崩落的跡象。
於三宅村伊谷地區的都道，山崖土石約體積一立方公尺崩落。另外，伊谷地區和阿古地區都道旁也有山崖崩落砂石的相同情況。
此外，三宅島上的一名40多歲男性居民被住宅的玻璃割傷。而在島上阿古地區的一所特別養護老人中心，因為地震時的劇烈晃動跌倒，一名90多歲男性腰部受撞擊，另一名80多歲女性頭部受撞擊而受傷。

## 與火山的關聯
在氣象廳發表群震之後，尚未確認是否為附近的火山即將爆發的前兆。因此，氣象廳地震海嘯監視課長長谷川洋平於當天晚間7時的記者會表示，火山活動的監測數據並無出現變化，與此次群震沒有相關。
火山噴火預知連絡會副會長、京都大学名譽教授石原和弘表示，平成12年（2000年）火山爆發的時候，當時地殼顯得相當活躍，目前這次的地震主要發生在南側，目前還不清楚相關性。三宅島在昭和30年代與50年代發生較大規模地震時，卻沒有噴發。不過今後仍有繼續觀察的必要。

## 外部連結
- 気象庁｜地震情報 - 氣象廳
- M5.6 - 25km WSW of Miura, Japan 2013-04-17 08:57:31 UTC（页面存档备份，存于） - USGS